# クレイマン ガンホッケー
クレイマン ガンホッケーは、1999年に発売のPlayStation向けにクレイマン・クレイマン (The Neverhood) のスピンオフとしてリリースされたアクションスポーツゲーム。また日本のみでの販売でありクレイマンシリーズの最後のゲームでもあった。
ゲームシステム
このゲームは、コンピューター又はプレイヤーと対戦することができる。これまでのシリーズキャラクターよりクレイマンはじめ、ウィリー、クロッグ、ウィーゼル、ホボーグが選択できる
スタッフ
企画・プログラム／福島淑生
キャラクターデザイン／ダグラス・テンネーペル
グラフィック／池本浩司 久家裕雅尾方道代
プロモーション／中田 学
広報／原清和
タイトルロゴデザイン・部材／有限会社ハイランド
サウンドデザイン／イノウエタケシ
SPECIAL THANKS／アーロン・ニア渡邊崇
制作ディレクター／池本浩司
プロデューサー／百田純則
エグゼクティブプロデューサー／岡崎一博
制作／株式会社リバーヒルソフト
©1999 Riverhillsoft Inc.
©1998 DreamWorks Interactive L.L.C.
©1999 KIDSMIND Inc.